# Академична генеалогия
Академична (още научка) генеалогия създава „родословно дърво“ на учени в дадено област според позиции на научно ръководство (често дисертационно).
Академичното родословно дърво представлява линия от учени, които били съветници и ръководители един на друг. Много от термините използвани в общата генеалогия биват използвани и в академическата, така може да се говори за академическо поколение, деца, братя и сестви и т.н.
|  | Тази страница частично или изцяло представлява превод на страницата Academic genealogy в Уикипедия на английски. Оригиналният текст, както и този превод, са защитени от Лиценза „Криейтив Комънс – Признание – Споделяне на споделеното“, а за съдържание, създадено преди юни 2009 година – от Лиценза за свободна документация на ГНУ. Прегледайте историята на редакциите на оригиналната страница, както и на преводната страница, за да видите списъка на съавторите. ВАЖНО: Този шаблон се отнася единствено до авторските права върху съдържанието на статията. Добавянето му не отменя изискването да се посочват конкретни източници на твърденията, които да бъдат благонадеждни. |